# Чекменёв, Александр Владимирович
Александр Владимирович Чекменёв (укр. Олександр Чекменьов, англ. Alexander Chekmenev, род. 1 апреля 1969 года, Луганск, Украина) — украинский фотограф, фотожурналист. Участник и лауреат международных выставок. Живёт и работает в Киеве.

## Биография
Александр Чекменёв родился 1 апреля 1969 года в Луганске, на Украине. Первый раз взял в руки фотокамеру в возрасте девяти лет, в школьные годы занимался в фотокружке. В 1989 году получил специальность фотографа на базе фотоателье в Луганске, а в 1992 году закончил заочно факультет фотожурналистики при МГУ. Работал в фотоателье, подрабатывал мелкими заказами, снимал свадьбы, дни рождения, похороны. Время от времени выезжал на ночные выезды с бригадой скорой помощи, фиксировал на плёнку происшествия.
В 1997 году получил приглашение на работу в ежедневной газете «Всеукраинские ведомости» и переехал в Киев. В 1998 году газета была закрыта после судебного иска Григория Суркиса и Александр Чекменёв стал фрилансером, сотрудничая с несколькими изданиями одновременно.

## Художественное творчество
Чекменёв в основном работает в жанре документальной фотографии, в центре его творчества находятся простые люди, порой из самых низов общества. В работе он совмещает приёмы постановки и жёсткий реализм, добиваясь пронзительного эмоционального посыла в каждом снимке. По его собственному признанию, он избегает глянца и современных тем, предпочитая смотреть на прозу повседневной жизни, жизнь простых людей и уходящие следы прошлого вокруг нас.

### Фотография
Первые чёрно-белые кадры Александр сделал в возрасте девяти лет и с тех пор он не расстаётся с камерой. Первыми моделями для него стали окружавшие его в Луганске люди и пейзажи. Эстетика шахтёрского города, непосредственное знакомство с традициями, бытом земляков оказали сильное влияние на его художественную манеру и послужили основой для его первой крупной серии фотографий «Донбасс».
В 1994—1995 годах происходил обмен старых советских паспортов на новые паспорта Украины и Александр получил заказ от органов внутренних дел — сделать фото на паспорт людям, прикованным к постели или не способным дойти до фотоателье по другим причинам. Результатом этой работы стала пронзительная серия снимков, которую он назвал «Паспорт».

### Книги
Свою фотокнигу «Donbass» Чекменёв издал в 2011 году в Германии за свой счёт, не сумев найти заинтересованного украинского издателя. Книга имела успех у европейского читателя и Чекменёв получил несколько предложений сделать выставки работ из книги.
В 2017 в Великобритании в издательстве dewi lewis publishing вышла его книга «Passport» с фотографиями из одноимённой серии 1994—1995 годов.
Монографии
- 2020 — « Lilies», Напечатано в Германии, Optimal Media GmbH. Издательство: «Музей Харьковской школы фотографии». Редактор: Сергей Лебединский. Дизайн: Калин Круз.

200 × 240 мм, 120 стр., Украинский / английский.
ISBN 978-3-947922-04-8
- 2017 — «Passport», Dewi Lewis Publishing, Дизайн и верстка: Teun van der Heijden, 156 с, Великобритания, ISBN 978-1-911306-06-1
- 2011 — «Donbass», KEHRER Heidelberg, Редактор и дизайн Андрей Кременчук, нем./анг./рус., ISBN 978-3-86828-185-9
- 2008 — «Чорно-біла фотографія» издательство «Артбук», 124с. укр./англ., ISBN 978-966-96916-4-4

Работы в книгах
- 2008 — «Инсайт. Украинская черно-белая фотография. XXI век»

## Музеи
- 2019—245 отпечатков из разных серий приобрел Музей МОКСОП, Харьков, Украина.
- 2019 — 15 отпечатков из серии Passport были приобретены Музеем Людвига, Германия.
- 2018 — 12 отпечатков из серии «Паспорт» приобретены музеем «Мистецький Арсенал», Киев, Украина.
- 2018 — 2 отпечатка из серии «Донбасс» приобрел «Märkisches Museum Witten», Германия.

## Выставки
Персональные
- 2018 — музей Märkisches Museum Witten, Германия, серия «Донбасс».
- 2018 — Экспозиция ImageSingulières, Сет, Франция, серия «Паспорт».
- 2017 — галерея Folia, Париж, Франция. серия «Паспорт».
- 2016 — галерея Blue Sky Gallery, Портленд, США. серии «Донбасс», «Паспорт».
- 2015 — галерея «Palffy Palace», Братислава, Словакия, серия «Донбасс».
- 2014 — галерея «Clara Maria Sels», Дюссельдорф, Германия, серия «Mad World».
- 2013 — галерея Märkisches Museum Witten", Германия, серия «Донбасс».
- 2012 — галерея «Clara Maria Sels», Дюссельдорф, Германия, серия «Донбасс».
- 2010 — музей современного искусства города Пермь, серия «Донбасс».
- 2008 — галерея «Ягалерея», Киев, серия «Уличные портреты-цветная фотография».
- 2007 — галерея «Ягалерея», Киев, серия «Чернобелая фотография».
- 2007 — галерея «Ирэн», Киев, серия «Победители».
- 2001 — галерея «Zamek», Познань, Польша. Серии: «Украинский паспорт», «Лилии», «Слепые», «Пасха», «Портреты», «Шахтёры».
- 2001 — галерея в Ольштине, Польша. Серии: «Украинский паспорт», «Лилии», «Слепые», «Пасха», «Портреты», «Шахтёры».
- 2000 — галерея в Попраде, Словакия. серии «Украинский паспорт» и «Лилии».

Групповые
- 2019 — Групповая выставка La Maison de l’Image, Гренобль, Франция, серия «Удалено».
- 2019 — Групповая выставка «Транзит», Государственный музей литературы, Одесса, Украина.
- 2019 — Групповая выставка Сувон, Южная Корея, «Suwon Photo», серия «Евромайдан».
- 2018 — Групповая выставка Киев, Украина, PinchukArtCentre, серия «ПОБЕДИТЕЛИ».
- 2018 — Групповая выставка Ludwig Museum of Contemporary Art, Будапешт, Венгрия, серия «Паспорт».
- 2017 — Групповая выставка Киев, Украина, PinchukArtCentre, серия «Паспорт».
- 2016 — Групповая выставка Сувон, Южная Корея, «Сувон Фото», серия «Война в Донбассе».
- 2012 — Первый Киевский Международный биеннале современного искусства «Арсенале 2012», серия «Победители».
- 2010 — «3-й Фестиваль фотодокумента», Польша, Познань — Варшава.
- 2008 — «4X4. Современная украинская фотография», Дом фотографии, Вильнюс.

## Награды
- 2014 — Гран-при «Фотограф года Украины 2013» серия «Донбасс».
- 2000 — победитель конкурса документальной фотографии в Веве, (Швейцария) с серией «Украинский паспорт».
- 1994 — 1 приз конкурса документальной украинской фотографии «Укрпресфото» в Киеве в номинации «Новые имена».